# Chapelle Maes de Bruxelles
La chapelle Maes (en néerlandais : Maeskapel) est une chapelle baroque située à Bruxelles en Belgique.
Cette chapelle baroque constitue la chapelle axiale de la cathédrale Saints-Michel-et-Gudule de Bruxelles, qui est quant à elle de style gothique.

## Historique
La chapelle Maes a été édifiée vers 1672-1675 en remplacement de l'ancienne chapelle absidale dénommée chapelle de la Madeleine.

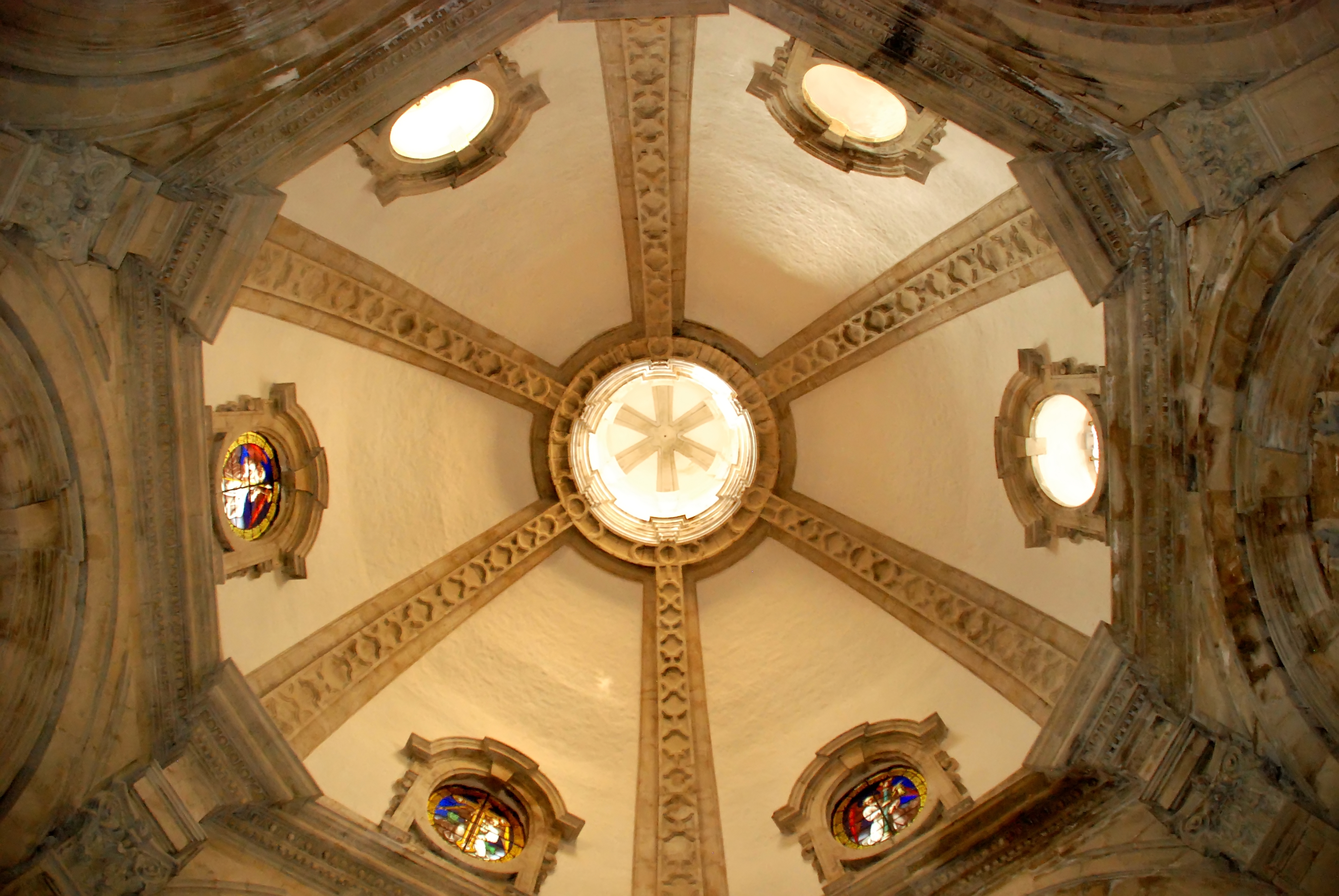
La coupole à nervures de pierre.

## Architecture

### Architecture extérieure
La chapelle est édifiée en pierre de taille de belle facture assemblée en moyen et en grand appareil. Elle combine harmonieusement la pierre bleue (soubassement, pilastres d'angle, base des fenêtres et bandeaux horizontaux de pierre) et la pierre blanche (façades et encadrements des fenêtres).
De plan hexagonal, cette chapelle absidale présente vers l'extérieur trois pans ajourés et deux pans aveugles.
Chaque pan est orné d'une grande baie cintrée à encadrement mouluré, clef d'arc et larmier en saillie.
Ces baies (dont deux sont aveugles) sont reliées par des bandeaux horizontaux de pierre bleue aux pilastres d'angle, réalisés eux aussi en pierre bleue.
Les pilastres d'angle supportent un entablement à corniche saillante qui portent une coupole hexagonale dont chaque pan est orné d'une lucarne percée d'un oculus ovale surmonté d'une boule de pierre.
Cette coupole est couverte d'ardoise et est sommée d'un lanternon hexagonal percé de six baies cintrées à clef saillante et à larmier brisé, séparées par des volutes baroques doubles en pierre bleue.

### Architecture intérieure
La chapelle Maes présente un superbe intérieur de plan central hexagonal, édifié en pierre de taille blanche.
Les pans de l'hexagone sont séparés par de hauts pilastres surmontés de chapiteaux composites plats qui portent une corniche ornée d'une frise d'oves et d'une frise de denticules.
Les murs de la chapelles sont ornés de cinq grandes baies à encadrement mouluré et impostes saillantes surmontées d'un arc en plein cintre surmonté d'une clé en saillie et d'un larmier. Trois de ces baies sont ajourées et ornées de vitraux réalisés par Jean-Baptiste Capronnier en 1843 tandis que les deux dernières sont aveugles et décorées de monuments funéraires.
La chapelle est surmontée d'une coupole compartimentée par des nervures de pierre et couronnée par le lanternon. Chacun des six voûtains de la coupole est percé d'un oculus ovale à clef et larmier saillants, dont trois seulement sont ornés de vitraux.

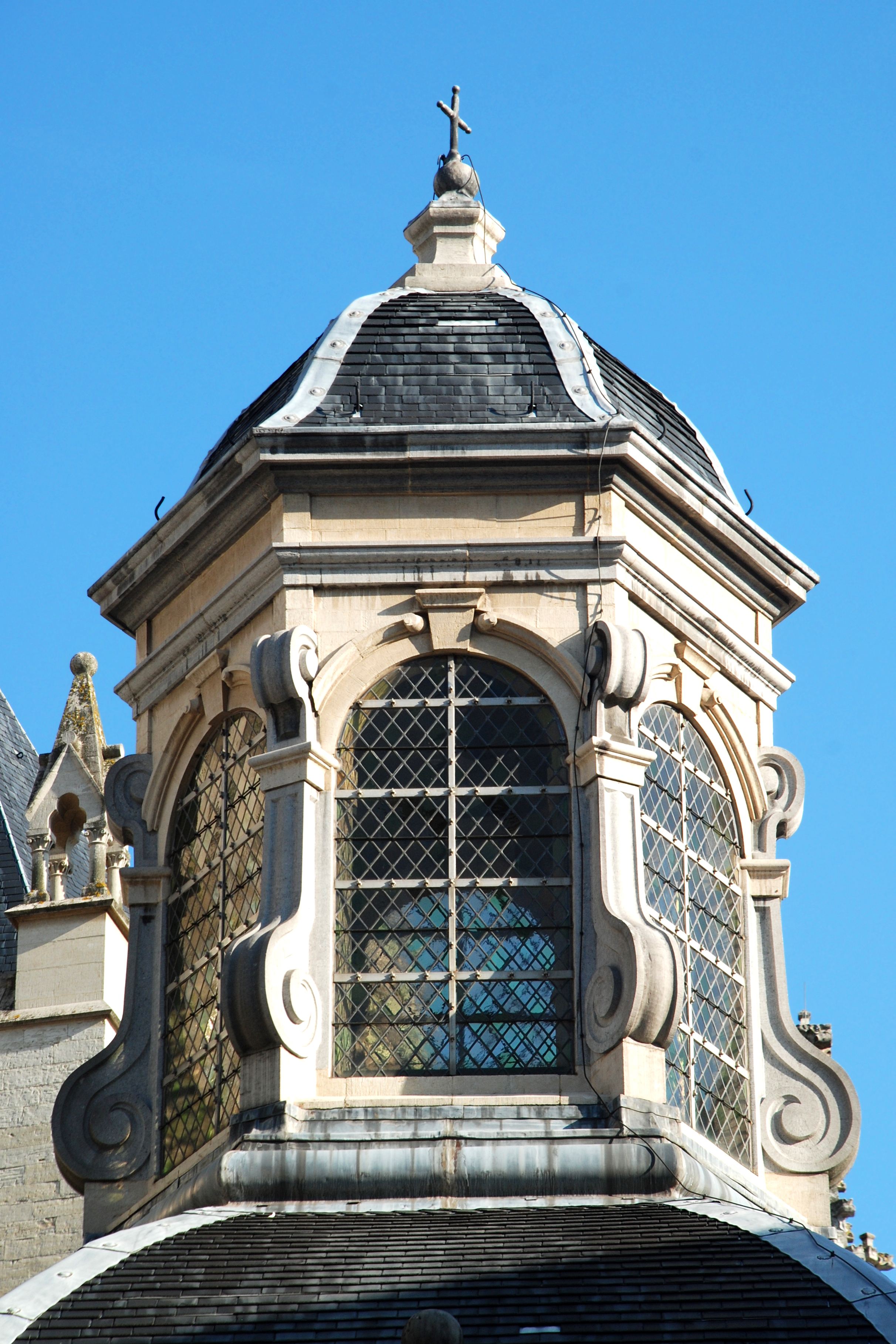
Le lanternon à volutes.
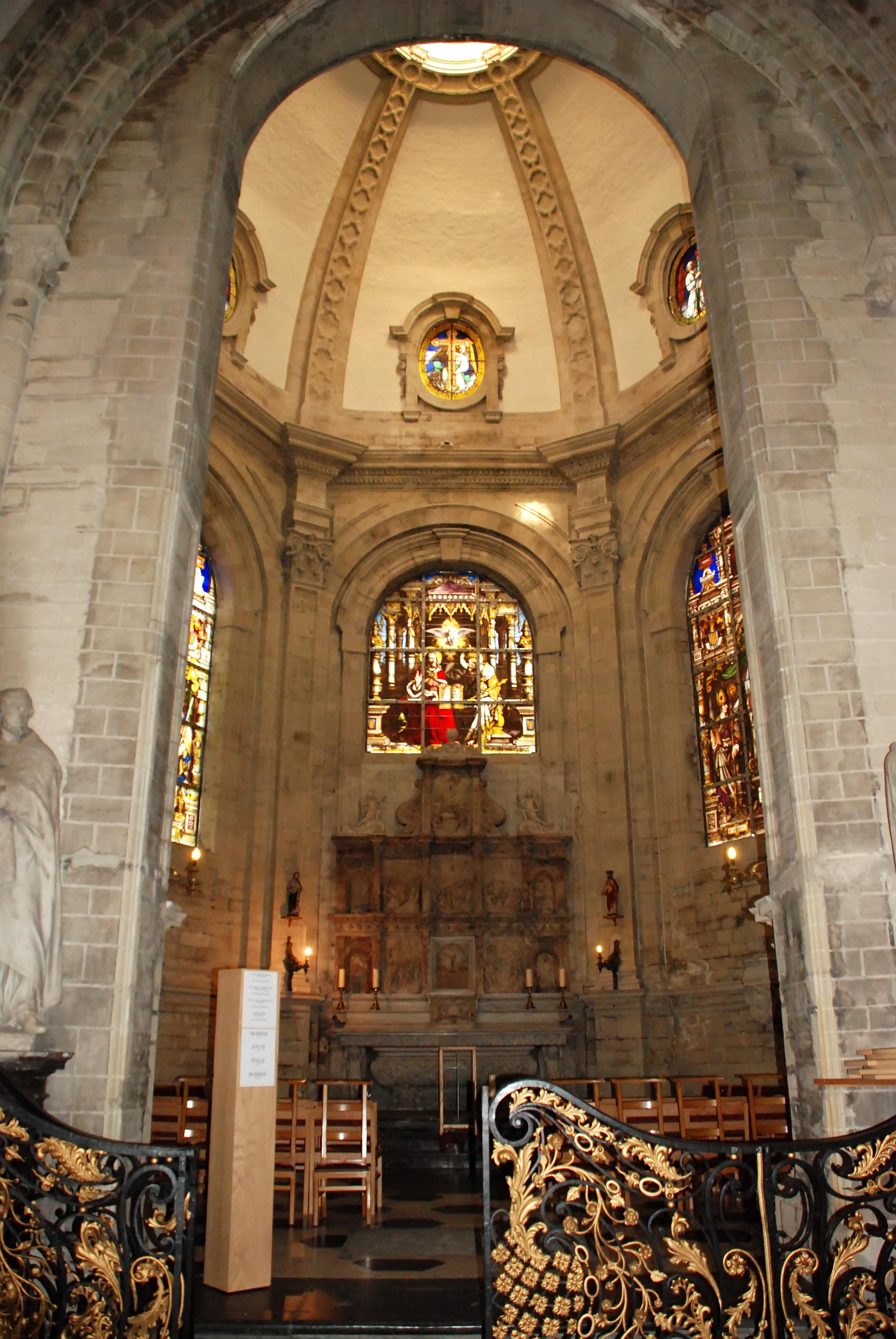
Vue depuis le déambulatoire.
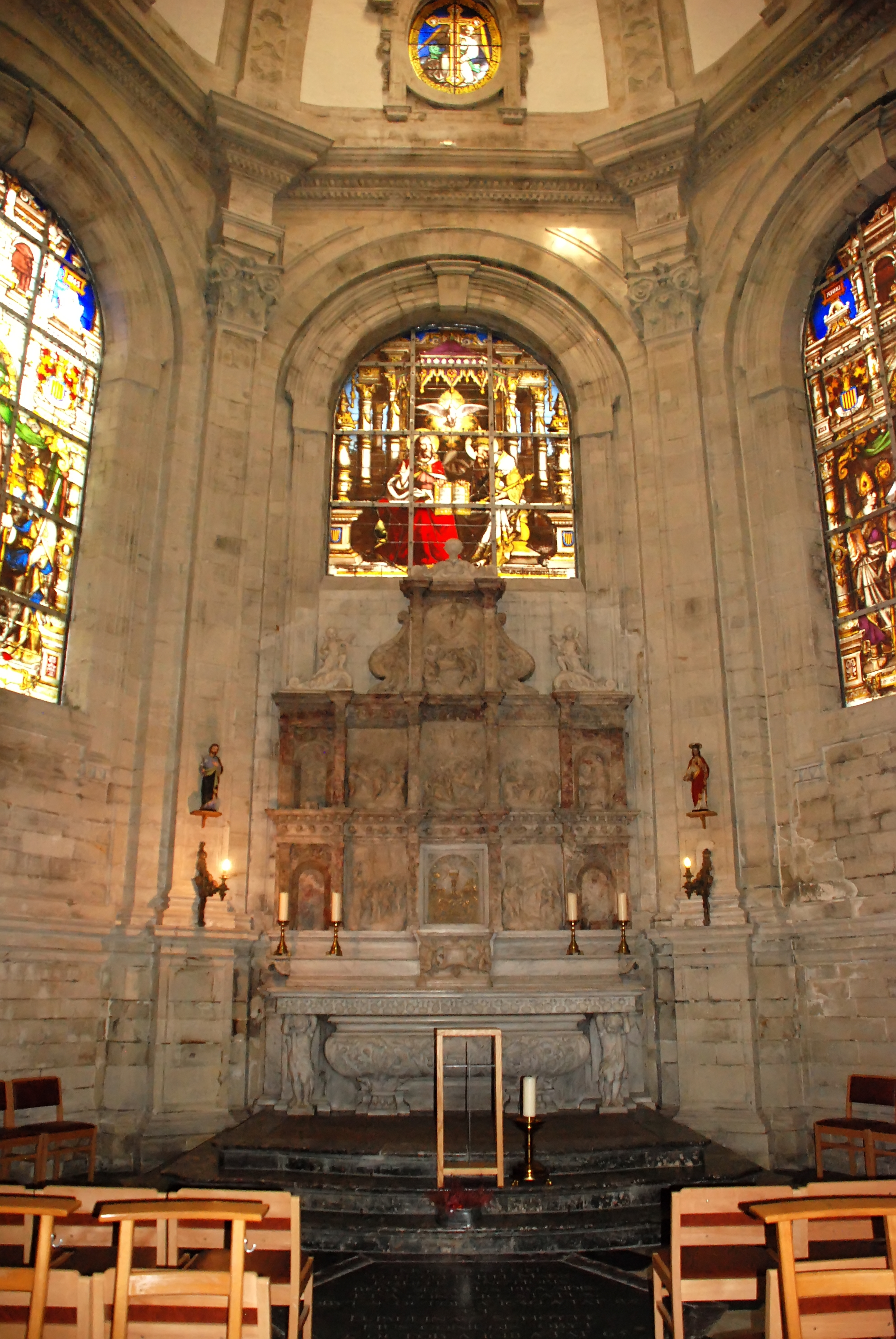
Le mur est et l'autel.

## Note et références

### Note
1. ↑  Le millésime 1843 est affiché sur les cartouches des deux vitraux latéraux.